# Liste der Stolpersteine in Gladbeck
Die Liste der Stolpersteine in Gladbeck enthält alle Stolpersteine, die im Rahmen des gleichnamigen Projekts von Gunter Demnig in Gladbeck verlegt wurden. Mit ihnen soll an Opfer des Nationalsozialismus erinnert werden, die in Gladbeck lebten und wirkten.

## Verlegte Stolpersteine
| Adresse                     | Verlege- datum | Person, Inschrift | Bild | Anmerkung |
| --------------------------- | --- | --- | --- | --- |
| Eichendorffstraße 38 ·      | | Kurt Strohfeld | | |
| Friedenstraße 23 ·          | | Leopold Berwald | | |
| Friedenstraße 23 ·          | Charlotte Berwald | | | |
| Friedenstraße 23 ·          | Josef Leib Klingler | | | |
| Friedenstraße 23 ·          | Rebekka-Rivka Klingler | | | |
| Friedenstraße 23 ·          | Bernhard Klingler | | | |
| Friedenstraße 80 ·          | | Samuel Hirsch | | |
| Friedenstraße 80 ·          | Selma Hirsch | | | |
| Friedenstraße 80 ·          | Arno Hirsch | | | |
| Glückaufstraße 19 ·         | | Paula Krenzler | | |
| Glückaufstraße 19 ·         | Bernhard Krenzler | | | |
| Goethestraße 40 ·           | | Albert Heumann | | |
| Grabenstraße 38 ·           | | Juda Samuel Nussbaum | | |
| Grabenstraße 38 ·           | Rachel Nussbaum | | | |
| Grabenstraße 38 ·           | Charlotte Markiewicz | | | |
| Grabenstraße 38 ·           | Martha-Basie Eisenstein                                                                                                   | | | |
| Grabenstraße 38 ·           | Isaak-Wolf Eisenstein | | | |
| Grabenstraße 38 ·           | Irma Eisenstein | | | |
| Herbertstraße 3 ·           | | Mordka Max Garfinkiel | | |
|                             | | Laja Lena Garfinkiel | | |
|                             | | Heinrich Garfinkiel | | |
|                             | | Izydor Tony Garfinkiel | | |
|                             | | Manfred Garfinkiel | | |
| Herbertstraße 32 ·          | 16. Dez. 2015 | Chaim Hermann Endel | | |
| Herbertstraße 32 ·          | 16. Dez. 2015 | Max Endel | | |
| Herbertstraße 32 ·          | 16. Dez. 2015 | Regina Endel | | |
| Herbertstraße 32 ·          | 16. Dez. 2015 | Sophie Endel | | |
| Herbertstraße 32 ·          | 16. Dez. 2015 | Esther Endel | | |
| Herbertstraße 32 ·          | 16. Dez. 2015 | Max Endel | | |
| Herbertstraße 32 ·          | 16. Dez. 2015 | Arnold Goldenhar | | |
| Hochstraße 23 ·             | | Adolf Abraham Oppenheimer | | Adolf Abraham und Pauline Oppenheimer haben seit dem 28. April 2015 ebenfalls einen Stolperstein in der Von-Einem-Straße 36 in Essen-Rüttenscheid. Adolf Oppenheimer war Geschäftsführer bis 1933 der Kaufhausfiliale Theodor Althoff in der Gladbecker Hochstraße 23. Nachdem ihm aufgrund des Boykotts jüdischer Kaufleute gekündigt wurde, zog er mit seiner Familie nach Essen. Die Kinder Walter Oppenheimer und Grete Oppenheimer, verheiratete Callmann, konnten erfolgreich nach England bzw. Brasilien flüchten. |
| Hochstraße 23 ·             | Pauline Oppenheimer | | | Adolf Abraham und Pauline Oppenheimer haben seit dem 28. April 2015 ebenfalls einen Stolperstein in der Von-Einem-Straße 36 in Essen-Rüttenscheid. Adolf Oppenheimer war Geschäftsführer bis 1933 der Kaufhausfiliale Theodor Althoff in der Gladbecker Hochstraße 23. Nachdem ihm aufgrund des Boykotts jüdischer Kaufleute gekündigt wurde, zog er mit seiner Familie nach Essen. Die Kinder Walter Oppenheimer und Grete Oppenheimer, verheiratete Callmann, konnten erfolgreich nach England bzw. Brasilien flüchten. |
| Hochstraße 27 ·             | | Hier wohnte und arbeitete Siegfried Röttgen Jg. 1883 deportiert 1943 ermordet in Auschwitz                                                              | | |
| Hochstraße 27 ·             | Hier wohnte und arbeitete Regina Röttgen geb. Leeser Jg. 1893 deportiert 1943 Theresienstadt ermordet in Auschwitz        | | | |
| Hochstraße 61 ·             | | Samuel und Auguste Preminger | Bild gesucht Die Wikipedia wünscht sich an dieser Stelle ein Bild vom Ort mit diesen Koordinaten 51.574197 6.9952928 . Motiv: Stolperstein Samuel und Auguste Preminger Falls du dabei helfen möchtest, erklärt die Anleitung , wie das geht. BW | |
| Horster Straße 2 ·          | | Hier wohnte Fridolin Zwillenberg Jg. 1872 deportiert 1942 Riga ermordet 29.5.1943 Theresienstadt                                                        | | |
| Horster Straße 2 ·          | 16. Dez. 2015 | Hier wohnte Luise Cohn Jg. 1891 deportiert 1941 Riga 1944 Stutthof ermordet 7.1.1945                                                                    | | |
| Horster Straße 2 ·          | 16. Dez. 2015 | Hier wohnte Rubin Mingelgrün Jg. 1901 'Polenaktion' 1938 Bentschen/Zbaszyn Flucht 1939 Belgien deportiert 1942 Auschwitz, Buchenwald befreit            | | |
| Horster Straße 2 ·          | 16. Dez. 2015 | Hier wohnte Fanny Mingelgrün geb. Schneider Jg. 1910 'Polenaktion' 1938 Bentschen/Zbaszyn Flucht 1939 Belgien deportiert 1944 Auschwitz, Dachau befreit | | |
| Horster Straße 3 ·          | | Hier lebte Phoebus Perl Jg. 1877 deportiert 1942 ermordet in Riga                                                                                       | | |
| Horster Straße 3 ·          | Hier lebte Martha Perl geb. Neuwahl Jg. 18979 deportiert 1942 ermordet 1943 in Riga                                       | | | |
| Horster Straße 3 ·          | Hier lebte Margot Phillips geb. Perl Jg. 1908 deportiert 1941 ermordet im Ghetto Łodz                                     | | | |
| Horster Straße 10 ·         | 16. Dez. 2015 | Hier wohnte Rosalia Cahn-Bieker geb. Horn Jg. 1876 Flucht Holland interniert Westerbork deportiert 1943 Sobibor ermordet 26.3.1943                      | | |
| Horster Straße 10 ·         | 16. Dez. 2015 | Hier wohnte Hugo Cahn Jg. 1900 Flucht 1933 Spanien Frankreich mit Hilfe überlebt                                                                        | | |
| Horster Straße 10 ·         | 16. Dez. 2015 | Hier wohnte Werner Cahn Jg. 1903 Flucht 1933 Frankreich 1934 Holland mit Hilfe überlebt                                                                 | | |
| Horster Straße 10 ·         | 16. Dez. 2015 | Hier wohnte Günther Cahn Jg. 1910 verhaftet 1939 Gefängnis Hamburg deportiert Auschwitz ermordet 22.2.1943                                              | | |
| Horster Straße 19 ·         | 16. Dez. 2015 | Karl Otto Zielke | | |
| Horster Straße 54 ·         | | Ester Erna Blutstein | | |
| Horster Straße 54 ·         | Joel Plesser | | | |
| Horster Straße 54 ·         | Luzia Plesser | | | |
| Horster Straße 54 ·         | Sarah Plesser | | | |
| Horster Straße 54 ·         | Max Kaufmann | | | |
| Horster Straße 54 ·         | Jitte Kaufmann | | | |
| Horster Straße 54 ·         | Leo Kaufmann | | | |
| Horster Straße 54 ·         | Charlotte Kaufmann | | | |
| Horster Straße 54 ·         | Hier wohnte Samuel Cohen Jg. 1908 verhaftet 1938 Zuchthaus Osnabrück Flucht 1939 Holland überlebt in England              | | | |
| Horster Straße 54 ·         | Hier wohnte Sarah Cohen geb. Kaufmann Jg. 1911 deportiert 1941 Łodz ermordet                                              | | | |
| Horster Straße 54 ·         | Hier wohnte Sigmund Cohen Jg. 1935 Flucht 1939 Holland interniert Westerbork deportiert 1943 Auschwitz ermordet 10.9.1943 | | | |
| Horster Straße 54 ·         | Salomon Ottmann | | | |
| Horster Straße 54 ·         | Ester Ottmann | | | |
| Horster Straße 54 ·         | Solly Ottmann | | | |
| Horster Straße 54 ·         | Jakob Ottmann | | | |
| Horster Straße 54 ·         | Jsidor Hermann Ottmann | | | |
| Horster Straße 54 ·         | Morris Moritz Ottmann | | | |
| Horster Straße 180 ·        | | Wilhelm Valentin Mannel | | |
| Horster Straße 198 ·        | | Abraham Hirsch Kuflik | | |
| Horster Straße 198 ·        | Chaja Sure Kuflik | | | |
| Horster Straße 198 ·        | Ida Rahel Kuflik | | | |
| Horster Straße 198 ·        | Joel Isaak Kuflik | | | |
| Horster Straße 229 ·        | | Siegmund Katz | | |
| Horster Straße 229 ·        | Wilhelmine Katz | | | |
| Horster Straße 229 ·        | 16. Dez. 2015 | Abraham Ady Scheiner | | |
| Horster Straße 229 ·        | 16. Dez. 2015 | Moses Scheiner | | |
| Horster Straße 229 ·        | 16. Dez. 2015 | Rachel Scheiner | | |
| Jovyplatz 18 ·              | | Mathias Jakobs | | |
| Kardinal-Hengstbach-Platz · | | Bernhard Poether | | |
| Landstraße 55 ·             | | Helene Levy | | Stolpersteine für Salomon und Helene Levy liegen seit 5. Mai 2011 in der Schützenstraße 26 in Hamm. |
| Landstraße 55 ·             | Salomon Levy | | | Stolpersteine für Salomon und Helene Levy liegen seit 5. Mai 2011 in der Schützenstraße 26 in Hamm. |
| Landstraße 78 ·             | | Paul Knietsch | | |
| Redenstraße 34 ·            | | Franz Zielasko | | |
| Rentforter Straße 7 ·       | | Hier arbeitete Mendel Haber Jg. 1891 ausgewiesen 1938 Polen ???                                                                                         | | |
| Rentforter Straße 7 ·       | Hier arbeitete Selma Haber Jg. 1920 ausgewiesen 1938 Polen ???                                                            | | | |
| Rentforter Straße 7 ·       | Hier arbeitete Ruth Nevo geb. Haber Jg. 1922 ausgewiesen 1938 Polen überlebt in Palästina                                 | | | |
| Rentforter Straße 7 ·       | Hier arbeitete Margot Haber Jg. 1927 ausgewiesen 1938 Polen ???                                                           | | | |
| Rentforter Straße 7 ·       | Hier arbeitete Rosa Rachela Haber geb. Littmann Jg. 1895 ausgewiesen 1938 Polen ???                                       | | | |
| Rentforter Straße 16 ·      | | Hier wohnte Mendel Friedmann Jg. 1883 'Polenaktion' 1938 Bentschen/Zbaszyn Flucht 1939 Palästina                                                        | | |
| Rentforter Straße 16 ·      | Hier wohnte Etli Friedmann geb. Jekel Jg. 1882 'Polenaktion' 1938 Bentschen/Zbaszyn Flucht 1939 Palästina                 | | | |
| Rentforter Straße 16 ·      | Hier wohnte Minna Friedmann Jg. 1909 Flucht 1935 Palästina                                                                | | | |
| Rentforter Straße 16 ·      | Hier wohnte Max Friedmann Jg. 1912 eingewiesen Heilanstalt Münster tot 5.7.1939                                           | | | |
| Rentforter Straße 16 ·      | Hier wohnte Berta Friedmann Jg. 1914 Flucht 1936 Palästina                                                                | | | |
| Rentforter Straße 16 ·      | Hier wohnte Moses David Friedmann Jg. 1917 Flucht 1936 Palästina                                                          | | | |
| Rentforter Straße 16 ·      | Hier wohnte Hermann Gelobter Jg. 1913 ausgewiesen 1938 Polen ermordet 1943                                                | | | |
| Rentforter Straße 16 ·      | Hier wohnte Josef Gelobter Jg. 1882 ausgewiesen 1938 Polen ermordet 1943                                                  | | | |
| Rentforter Straße 16 ·      | Hier wohnte Rachel Gelobter geb. Rechtschaffen Jg. 1885 ausgewiesen 1938 Polen ermordet 1943                              | | | |
| Roßheidestraße 213 ·        | | Frida Wainstock | | |
|                             | | Wolf Wainstock | | |
|                             | | Leo Wainstock | | |
|                             | | Moritz Wainstock | | |
| Theodorstraße 19 ·          | | Samson Syman | | |
|                             | | Leah Syman | | |
|                             | | Leon Syman | | |
|                             | | Lisbeth Syman | | |
|                             | | Salomon Syman | | |
| Uhlandstraße 10 ·           | 16. Dez. 2015 | Uhlandstraße 10 wohnte Siegmund Seelig Jg. 1886 'Schutzhaft' 1938 Dachau deportiert 1943 ermordet in Auschwitz                                          | | |
| Uhlandstraße 10 ·           | 16. Dez. 2015 | Uhlandstraße 10 wohnte Martha Seelig geb. Koppel Jg. 1886 deportiert 1943 ermordet in Auschwitz                                                         | | |
| Uhlandstraße 10 ·           | 16. Dez. 2015 | Uhlandstraße 10 wohnte Eva Lewin geb. Seelig Jg. 1881 deportiert 1942 Izbica ermordet                                                                   | | |
| Uhlandstraße 10 ·           | 16. Dez. 2015 | Uhlandstraße 10 wohnte Edith Lewin Jg. 1906 Flucht 1939 Belgien mit Hilfe überlebt                                                                      | | |
| Uhlandstraße 10 ·           | 16. Dez. 2015 | Uhlandstraße 10 wohnte Harry Lewin Jg. 1911 Flucht Südafrika                                                                                            | | |